# Acuario del muelle de Santa Mónica
El Acuario del muelle de Santa Mónica (en inglés: Santa Monica Pier Aquarium) es un acuario en Santa Mónica, California, Estados Unidos situado debajo del muelle de Santa Mónica, al lado del Océano Pacífico. Desde 2003, es gestionado por Heal the Bay una organización sin fines de lucro. Era conocido antes como el centro Ocean Discovery y fue operado por la UCLA.
Como parte de las instalaciones de educación marina de Heal the Bay está abierto al público en general y atrae a más de 65.000 visitantes de todo el mundo por año (aproximadamente 15.000 son estudiantes). Este centro ofrece programas educativos, actividades y eventos especiales dedicados a la conservación del medio marino, la prevención de la contaminación y la educación ambiental.